# Клюс
Клюс (рос. Клюс) — річка в Росії та Україні, у Климовському й Семенівському районах Брянської й Чернігівської областей. Права притока річки Снов, басейн (Десни).

## Опис
Довжина річки приблизно 9,37 км, найкоротша відстань між витоком і гирлом — 7,18  км, коефіцієнт звивистості річки — 1,31 . Формується декількома безіменними струмками та загатами.

## Розташування
Бере початок на південно-західній околиці села Любечане. Тече переважно на південний схід через хвойний ліс, понад південно-західною околицею села Тимоновичі і на західній околиці села Заріччя впадає у річку Снов, праву притоку Десни.

## Цікаві факти
- Річка майже повністю тече по заболоченій місцевості[1].